# Wasatch megye
Wasatch megye az Amerikai Egyesült Államokban, azon belül Utah államban található. Megyeszékhelye és legnagyobb városa Heber City. Lakosainak száma 34 788 fő (2020. április 1.). Wasatch megye Salt Lake, Summit, Utah és Duchesne megyékkel határos.

## Népesség
A megye népességének változása:
| Lakosok száma | 23 699 | 24 376 | 25 311 | 26 437 | 29 161 | 34 788 |
|               | 2010   | 2011   | 2012   | 2013   | 2015   | 2020   |